# Brønnøy tingrett
Brønnøy tingrett is een tingrett (kantongerecht) in de Noorse fylke Nordland. Het gerecht is gevestigd in Brønnøysund. Het gerechtsgebied omvat de gemeenten Bindal, Brønnøy, Sømna, Vega en Vevelstad. Het gerecht maakt deel uit van het ressort van Hålogaland lagmannsrett. In zaken waarbij beroep is ingesteld tegen een uitspraak van Brønnøy zal de zitting van het lagmannsrett worden gehouden in Mosjøen.
Naast de gewone zaken die behandeld worden door een tingrett is Brønnøy als enige gerecht in het land bevoegd in zaken van mortificatie. Mortificatie houdt in dat het gerecht beslist over zaken waarbij een document noodzakelijk is om een recht te kunnen uitoefenen terwijl het document verloren is gegaan. De uitspraak geldt dan als vervangend document. Dit is vrijwel steeds een schriftelijk geding zodat Brønnøy zonder bezwaar bevoegd kan zijn voor het gehele land. Voor het geval er toch een zitting nodig is wordt de zaak verwezen naar het tingrett dat volgens de gewone regels bevoegd zou zijn. 
In Brønnøysund staat ook het Brønnøysundregister, een verzameling van registers waarin de Noorse overheid vrijwel alles over de Noorse burger, zijn verplichtingen, zijn werkzaamheden et cetera heeft vastgelegd. 